# Liste der Kulturdenkmäler in Ixheim
In der Liste der Kulturdenkmäler in Ixheim sind alle Kulturdenkmäler im Stadtteil Ixheim der rheinland-pfälzischen Stadt Zweibrücken aufgeführt. Grundlage ist die Denkmalliste des Landes Rheinland-Pfalz (Stand: 14. März 2023).

## Einzeldenkmäler
| Bezeichnung                        | Lage                      | Baujahr         | Beschreibung | Bild                           |
| ---------------------------------- | ------------------------- | --------------- | --- | ------------------------------ |
| Gasthaus „Zum Goldenen Hirsch“     | Bitscher Straße 15 Lage   | 1710            | ehemaliges Gasthaus; langgestreckter Putzbau, ehemals bezeichnet 1710, zweigeschossiger Anbau nur wenig jünger          | BW                             |
| Betsaal                            | Kirchbergstraße 5 Lage    | 19. Jahrhundert | ehemaliger Betsaal der Mennoniten; eingeschossiger Krüppelwalmdachbau, 19. Jahrhundert                                  | BW                             |
| Katholische Pfarrkirche St. Petrus | Kirchbergstraße 24b Lage  | 1930–33         | dreischiffiger Sandsteinquaderbau, 1930–33, Architekt Albert Boßlet, Würzburg/München, zugehörig das Pfarrhaus (Nr. 24) | weitere Bilder Fotos hochladen |
| Evangelische Friedenskirche        | Kirchbergstraße 33 Lage   | 1955/56         | Achteckbau mit flacher Rippenkuppel, 1955/56, Architekt Hans Georg Fiebiger, Kaiserslautern, Turm später                | weitere Bilder Fotos hochladen |
| Wohnhaus                           | Schäferstraße 13/13a Lage | 1775            | spätbarockes Wohnhaus, bezeichnet 1775                                                                                  | BW                             |